# Ankita Dhyani
Ankita Dhyani (* 5. Februar 2002 in Uttarakhand) ist eine indische Leichtathletin, die sich auf den Langstreckenlauf spezialisiert hat.

## Sportliche Laufbahn
Erste internationale Erfahrungen sammelte Ankita Dhyani im Jahr 2021, als sie bei den U20-Weltmeisterschaften in Nairobi in 17:17,68 min den achten Platz im 5000-Meter-Lauf belegte. 2023 gewann sie bei den Asienmeisterschaften in Bangkok in 16:03,33 min die Bronzemedaille hinter der Japanerin Yuma Yamamoto und ihrer Landsfrau Parul Chaudhary. Im Oktober gelangte sie bei den Asienspielen in Hangzhou mit 15:33,03 min auf den fünften Platz. Im Jahr darauf gewann sie bei den Hallenasienmeisterschaften in Teheran in 9:26,22 min die Silbermedaille im 3000-Meter-Lauf hinter der Japanerin Yuma Yamamoto und anschließend wurde sie bei den Crosslauf-Weltmeisterschaften in Belgrad nach 35:26 min 51. im Einzelrennen. Im August verpasste sie bei den Olympischen Sommerspielen in Paris mit 16:19,38 min den Finaleinzug über 5000 Meter. 2025 belegte sie bei den Asienmeisterschaften in Gumi in 9:41,54 min den fünften Platz im Hindernislauf. Anschließend gewann sie bei den World University Games in Bochum in 9:31,99 min die Silbermedaille über 3000 m Hindernis hinter der Finnin Ilona Mononen.
2024 wurde Dhyani indische Meisterin im 5000-Meter-Lauf.

## Persönliche Bestleistungen
- 1500 Meter: 4:13,97 min, 29. März 2025 in San Juan Capistrano
- 3000 Meter: 8:59,69 min, 4. August 2023 in Memphis
  - 3000 Meter (Halle): 9:26,22 min, 19. Februar 2024 in Teheran
- 5000 Meter: 15:28,08 min, 11. Mai 2024 in Los Angeles
- 10.000 Meter: 32:48,71 min, 16. März 2024 in San Juan Capistrano
- 3000 m Hindernis: 9:31,99 min, 27. Juli 2025 in Bochum